# Prinsesskärning

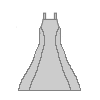
Principskiss av en klänning med prinsesskärning

Prinsesskärning är en figursytt, åtsittande dräktliv med bystsömmar som fortsätter ner över kjolen och ger en slank linje över magen, livet kan också vara avskuret vid midjan. 
Prinsesskärningen uppfanns av Parisskräddaren Charles Frederick Worth för danskfödda prinsessan Alexandra 1863. Mode igen på 1950-talet. Prinsesskärning förekommer numera mestadels i aftonklänningar och (felaktigt, eftersom metoden uppfanns på 1800-talet) i maskeradbetonade medeltidskläder.